# Phtheochroa thiana
Phtheochroa thiana is een vlinder uit de familie bladrollers (Tortricidae). De wetenschappelijke naam is voor het eerst geldig gepubliceerd in 1899 door Staudinger.
De soort komt voor in Europa.